# 鍾國輝
鍾國輝（1909年3月3日—1951年4月10日），中國共產黨員，日治阿緱廳內埔區人（今屏東內埔），廣島工業專門學校預科，黃埔軍校四分校砲科畢業，曾任省立基隆中學總務主任，1947年與鍾浩東建立基隆市工委會發展地下組織，1951年被捕，遭判處死刑，1951年4月10日槍決於馬場町。

## 生平

### 內埔望族
鍾國輝，本名鍾桂棋，1909年生於日治阿緱廳內埔區，客家族群開墾六堆，歷經數代，鍾氏在內埔成為望族，自幼家境富裕，兄長鍾桂蘭幼年經歷甲午戰爭，富有強烈民族意識，鍾國輝亦受兄長影響。鍾桂蘭畢業於日本明治大學經濟科，返台後，與長興望族曾寶琛成立「粵僑香蕉造辦公司」，外銷大陸上海、福州、廈門等地。

### 參與抗戰
鍾國輝內埔公學校畢業後，前往日本廣島中學就讀，廣島工業專門學校預科二年畢業後，1933年桂蘭因倡議在客家原鄉廣東梅縣籌設嘉應大學遭到日本總督府當局忌憚而出走前往中國。鍾國輝於是投考位於廣東的中央陸軍軍官學校四分校，1937年第十二期砲科畢業，適逢抗戰全面爆發，鍾國輝歷任第五路軍砲兵指揮部中尉，第六十五軍上尉，第五戰區政治部少校，在廣東投身抗日運動期間思想左傾，參與共產黨東江縱隊擔任大隊長，組織滲透丘念台的東區服務隊，結識一批有志青年，如鍾浩東、黎明華、蕭道應等，期間，鍾國輝在梅縣南口中學擔任教員，校長方澤豪亦是共產黨員。

### 省立基隆中學
對日抗戰勝利後，鍾浩東與李友邦見面，並以三民主義青年團名義在廣東建立辦事處，鍾國輝到香港透過共黨組織關係租貨輪，協助許多臺灣籍人士返回家鄉。1946年4月鍾浩東返台打算著手興辦學校，但最終無法執行計畫。同年8月，在友人邀請下受聘擔任臺灣省立基隆中學校長，東江縱隊的成員紛紛安插至臺灣省立基隆中學任教，徐森源擔任總務主任，方弢為教務主任、陳仲豪為訓導主任、表弟李南鋒、弟弟鍾里志等，爾後，鍾國輝接替徐森源任總務主任，學工委書記徐懋德更安排林英傑到校擔任教師，吸收學生發展組織與學運，並辦光明報作為組織成員刊物。

### 組織覆滅
1947年二二八事件時，鍾國輝因參與抗爭遭到通緝辭去省立基隆中學教職，返回故鄉內埔，鍾浩東介紹表弟邱連球給鍾國輝，並結識在屏東地區組織地下工作的劉特慎，組織內埔支部吸收張昌華等，1949年8月《光明報》事件，相關組織被破獲，基隆中學 李蒼降、張奕明、方弢等人陸續被捕，1950年1月台灣省工作委員會總書記蔡孝乾落網，3月劉沼光及學工委書記徐懋德潛逃回大陸，4月蔡孝乾再度落網，供出大批共黨組織人員名單，導致中國共產黨在台組織瓦解。鍾國輝與李旺輝都因案遭到逮捕。

### 審判及槍決
1951年4月3日(40)安潔字第0978號文鍾國輝遭判處死刑，1951年4月10日槍決於馬場町。

### 紀念
2013年10月 北京西山國家森林公園的無名英雄廣場上立有無名英雄紀念碑，為紀念來台灣在1950年代被處決「隱避戰線烈士」而設立。鍾國輝烈士銘刻於紀念碑上。

### 平反
2018年12月7日，促進轉型正義委員會第二批平反，依據107年11月21日本會第13次委員會議決議，撤銷受難者黃藻儒君等1505人之刑事有罪判決暨其刑，其中(部(40)安潔字第 978 號，有關鍾國輝意圖以非法之方法顛覆政府而著手實行之有罪判決暨其刑及沒收之宣告正式撤銷。